# Global Chance
 (août 2022).
 (janvier 2023).
Global Chance est une association française créée en 1992 pour contribuer à la prise de conscience des menaces croissantes qui pèsent sur l’environnement global et inciter à un développement mondial plus équilibré.

## Historique et présentation
Global Chance a été créée par cinq membres fondateurs : Martine Barrère, Benjamin Dessus, François Pharabod, Arthur Riedacker et Philippe Roqueplo.
L'association est particulièrement active sur la problématique énergie-environnement-développement et privilégie une démarche pluridisciplinaire, croisant les approches scientifique et technique, économique et financière, politique et réglementaire, sociale et culturelle.
En 2017, l’association comptait près d’une quarantaine de membres, dont Hélène Gassin, Yves Marignac, Pierre Radanne, Laurence Tubiana et Jean-Luc Wingert.
Le conseil d’administration de l'association se compose de sept membres élus : Benjamin Dessus (président d'honneur), Bernard Laponche (président), Sophie Attali (secrétaire), Edgard Blaustein (trésorier), Michel Colombier, Yves Marignac et Jean-Luc Wingert.

## Interventions et actions
Une des actions principales de l'association est l'élaboration des Cahiers de Global Chance (voir ci-après). À plusieurs reprises ses membres interviennent dans le débat public.
Dans une tribune parue dans Politis le 18 juin 2009, huit personnalités du monde scientifique, universitaire et associatif, parmi lesquelles Benjamin Dessus, mettent en cause Claude Allègre qui attaque le journal et les scientifiques un an plus tard. En 2012, Claude Allègre fait savoir au tribunal qu’il se désiste de sa procédure.
En juin 2011, Benjamin Dessus élabore une note de travail « Sortir du nucléaire en 20 ans. À quelles conditions et à quels coûts ? ». Cette note fait l'objet d'une actualisation en janvier 2012,.
En octobre 2016, dans une entrevue à Actu-Environnement, Yves Marignac revient sur les lacunes du projet de programmation pluriannuelle de l'énergie (PPE). Pour l'association, le volet nucléaire de la PPE est une non-décision qui pose des questions en matière de sûreté et d'environnement.
Le 12 septembre 2023, à l'initiative du Groupement de scientifiques pour l'information sur l'énergie nucléaire (GSIEN) et Global Chance, plus de 1000 personnes lancent un appel contre la relance du nucléaire en France. Ces personnes se qualifient de scientifiques mais cette appellation est contestée par différents acteurs politiques, journalistiques et scientifiques.

## Les Cahiers de Global Chance
De 1992 à 2015, l'association publie Les Cahiers de Global Chance (deux numéros par an). L'ensemble des numéros est disponible en ligne sur le site de l'association.